# Marléne Arnold
Marléne Arnold (ur. w 1975) – szwajcarska lekkoatletka, tyczkarka. 
Wielokrotna medalistka mistrzostw kraju, w tym złoto w hali w 1996.